# Rusznikarstwo

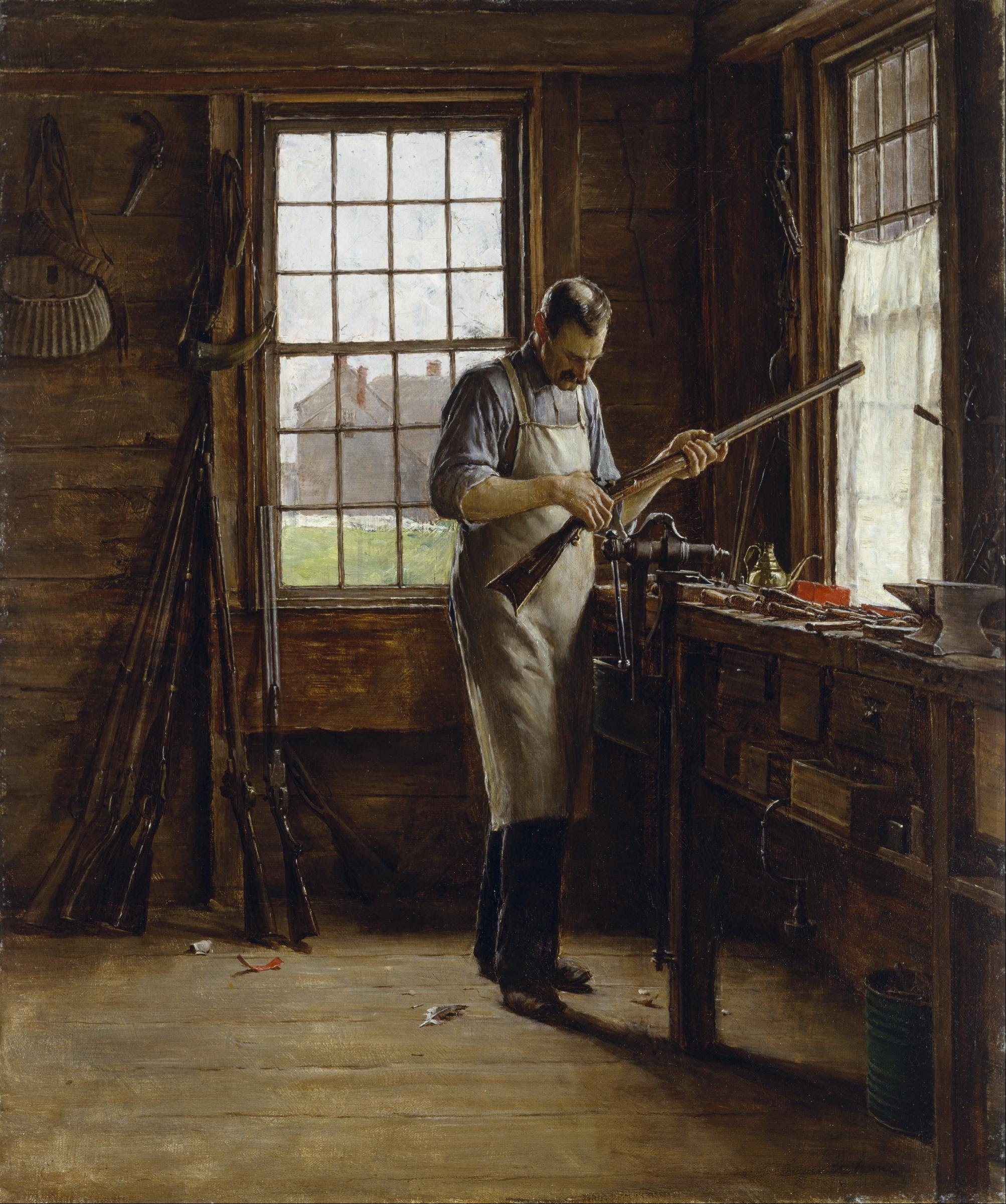
Rusznikarz przy pracy, przełom XIX-XX w.

Rusznikarstwo – rzemiosło w którego zakres wchodzi produkcja i naprawa broni strzeleckiej. Osoba zawodowo zajmująca się rusznikarstwem nazywana jest rusznikarzem.
W Polsce rusznikarstwo jest zawodem pozaszkolnym, wykonywać może go więc osoba po ukończeniu praktyk czeladniczych i uzyskaniu uprawnień czeladnika lub mistrza.

## Historia
W dawnej Polsce była to gałąź rzemiosła, zajmująca się produkcją i naprawą ręcznej broni palnej. Na ziemiach polskich pojawiło się w XV wieku. Rusznikarze wchodzili przeważnie w skład cechów ślusarskich i ślusarsko-kowalskich. Od XVI wieku powstawały osobne cechy rusznikarzy. Często tworzyli wspólne cechy wraz z puszkarzami i łożownikami. Największymi ośrodkami rusznikarstwa były Gdańsk, Kraków, a na Śląsku Wrocław. Cech rusznikarzy jest wymieniany jako jeden z ponad sześćdziesięciu cechów obecnych w Poznaniu w XVI w.